# UTC-6

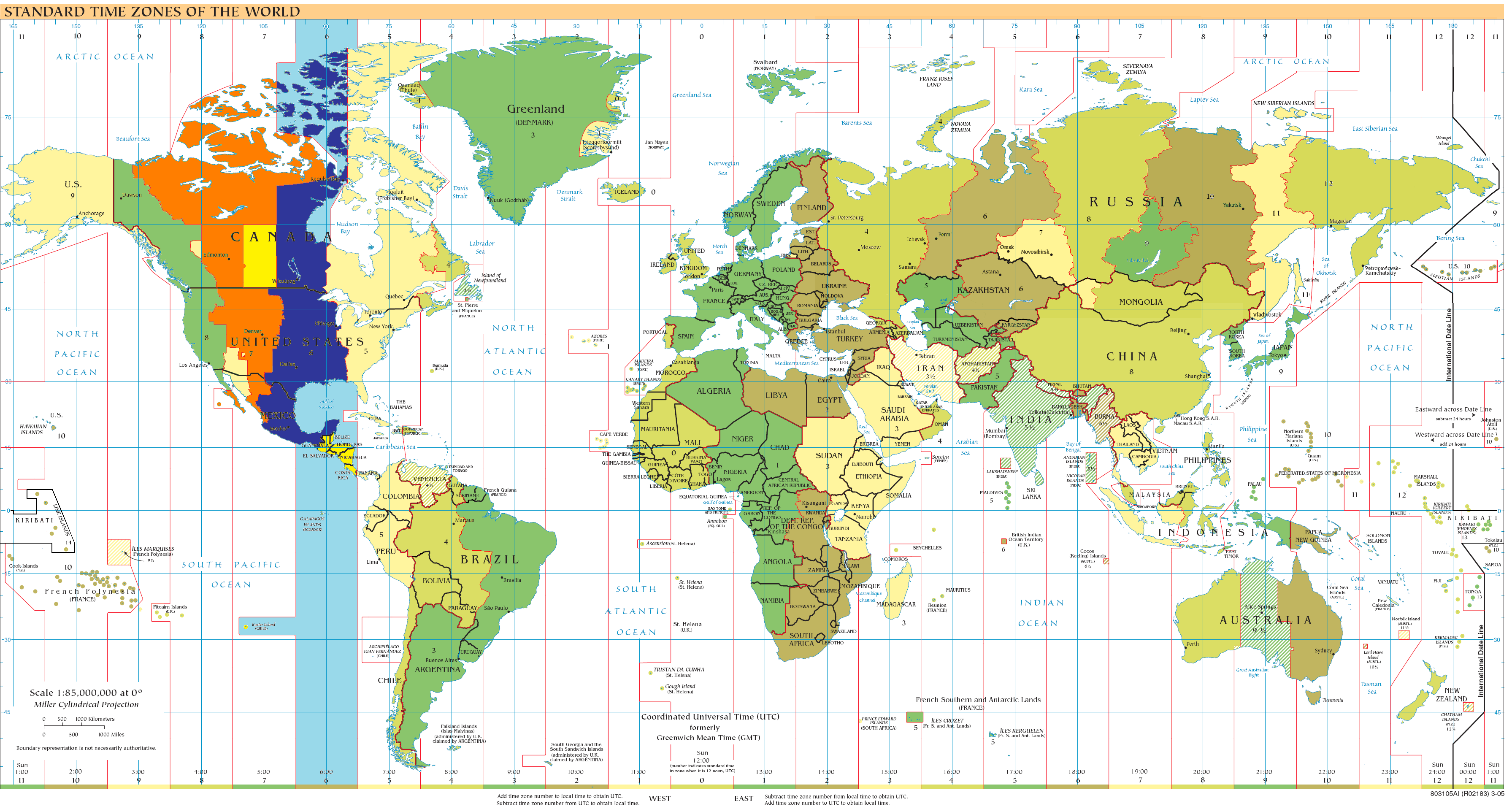
UTC-6: 藍-12月前後に適用、橙-6月前後に適用、濃黄-通年適用、水色-海域

UTC-6とは、協定世界時を6時間遅らせた標準時である。

## 該当地域

### 標準時（通年）
- 中部標準時 - CST
  -  エクアドル
    - ガラパゴス諸島

  -  エルサルバドル
  -  カナダ
    - サスカチュワン州（ロイドミンスター周辺を除く。またクレイトン（英語版）では非公式に夏時間が行われ、冬期のみ[1]）

  -  グアテマラ
  -  コスタリカ
  -  ニカラグア
  -  ベリーズ
  -  ホンジュラス
  -  メキシコ（アメリカ合衆国国境付近の州を除く地域[2]）

### 標準時（北半球冬）
- 中部標準時 - CST
  -  アメリカ合衆国
    - 各地域

  -  カナダ
    - オンタリオ州のうち、西経90度線以西
    - ヌナブト準州のうち、西経85度線から西経102度線の間の地域（キティクメオト地域を除く）
    - マニトバ州

  -  メキシコ
    - アメリカ合衆国国境付近の地域[2]（バハ・カリフォルニア州）

### 標準時（南半球冬）
- チリ
  - イースター島
  - サラ・イ・ゴメス島

### 夏時間（北半球）
- 山岳部夏時間 - MDT
  -  アメリカ合衆国
    - 山岳部標準時採用地域（ただし、アリゾナ州の大部分を除く）

  -  カナダ
    - アルバータ州
    - サスカチュワン州のうちロイドミンスター周辺
    - ヌナブト準州のうち、西経102度線以西およびキティクメオト地域
    - ノースウエスト準州（タングステン（英語版）を除く）
    - ブリティッシュコロンビア州のうち南東のごく一部

  -  メキシコ
    - シナロア州
    - チワワ州
    - ナヤリット州（バイーア・デ・バンデラス（英語版）を除く）
    - バハ・カリフォルニア・スル州

## 歴史
メキシコのチワワ州で1997年までは冬期に用いられた。 1998年から時間帯を変更し、夏期に用いられるようになった。